# 河野誠司
河野 誠司（こうの せいじ、男性、1989年8月14日 - ）は、宮崎県出身の元プロバスケットボール選手である。ポジションはガード。172cm、72kg。

## 来歴
小学校3年からバスケットボールを始める。三股町立三股中学校では県大会1位に貢献し、九州大会へ出場。宮崎県立都城農業高等学校では県大会ベスト4という成績を残す。
大学は関東学院大学へ進学。大学3年の時に全国大会4位の成績をおさめ、大学4年の時にはキャプテンを務めた。
卒業を目前に控え、横浜ビー・コルセアーズの練習生となり、2011-12シーズンを過ごした。この間2012年のbjリーグドラフト3巡目で宮崎シャイニングサンズに指名されるが、これを拒否。2012-13シーズンに正式に横浜と選手契約を結び、入団した。
2015-2016シーズンまで横浜に所属した後、新リーグB.LEAGUE発足に伴い同2部に所属することになったサイバーダイン茨城ロボッツへ、移籍した。
2017-18シーズンから2021-22シーズンまでパスラボ山形ワイヴァンズに所属。
2022-23シーズンは愛媛オレンジバイキングスに所属。2023年6月28日に現役引退を表明した。
プロ選手として横浜時代は積極的に数々の学校訪問やバスケットボール教室・クリニックの指導を行い、明るく親しみやすいキャラクターからその指導方法にも定評がある。